# یادآوری کامل (فیلم ۱۹۹۰)
یادآوری کامل (به انگلیسی: Total Recall) فیلمی علمی تخیلی به کارگردانی پل ورهوفن و نویسندگی رونالد شوست، دان اوبانون و گری گلدمن محصول سال ۱۹۹۰ میلادی است. در این فیلم آرنولد شوارتزنگر، ریچل تیکوتین، شارون استون، رانی کاکس و مایکل ایرون‌ساید ایفای نقش می‌کنند. یادآوری کامل که بر اساس داستان کوتاه «We Can Remember It for You Wholesale» به قلم فیلیپ کی. دیک در سال ۱۹۶۶ ساخته شده است، داستان داگلاس کواید (شوارتزنگر)، یک کارگر ساختمان را روایت می‌کند که خاطره‌ای از یک ماجراجویی خارق‌العاده در سیارهٔ مریخ را دریافت می‌کند.

## داستان
سال ۲۰۸۶. سیارهٔ مریخ به مهاجرنشین زمینیان تبدیل شده است. «داگلاس کوایید» (شوارتزنگر)، کارگر ساختمانی، هم راه همسرش «لوری» (استون)، زندگی مرفهی دارد؛ طی رؤیایی که به‌طور مصنوعی به او القا می‌شود حیات قبلی خویش به‌عنوان مأمور مخفی در سیاره مریخ را به یاد می‌آورد.

## مشروح داستان
در سال ۲۰۸۴، مریخ تحت حاکمیت استبدادی ویلوس کوهاگن قرار دارد، که استخراج مادهٔ معدنی ارزشمند تربینیوم را کنترل می‌کند. روی زمین، داگلاس کواید، کارگر ساختمانی، خواب‌های مکرری دربارهٔ مریخ و زنی مرموز می‌بیند. او با کنجکاوی به شرکت ریکال، که خاطرات مصنوعی واقعی را در ذهن افراد کاشت می‌کند، مراجعه می‌کند و سناریویی را انتخاب می‌کند که در آن به‌عنوان یک مأمور مخفی در مریخ حضور دارد. اما قبل از اینکه حافظهٔ مصنوعی به او کاشته شود، به‌شکل غیرمنتظره‌ای واکنش نشان می‌دهد و خود را مأمور مخفی تصور می‌کند. کارکنان ریکال که از این رویداد شوکه شده‌اند، شواهد بازدید کواید را پاک می‌کنند و او را به خانه می‌فرستند.
در راه بازگشت، کواید مورد حملهٔ همکارش هری و همراهانش قرار می‌گیرد، زیرا کواید ناخواسته گذشته‌اش را فاش کرده است. او با استفاده از غرایزش آن‌ها را می‌کشد. در خانه، همسرش لوری به او حمله می‌کند و ادعا می‌کند که به‌عنوان مأمور کوهاگن وظیفهٔ نظارت بر او را داشته و ازدواج آن‌ها نیز تنها یک خاطرهٔ مصنوعی است. کواید فرار می‌کند اما توسط گروهی به رهبری ریشتر، مأمور کوهاگن و همسر واقعی لوری، تعقیب می‌شود.
یک مرد که ادعا می‌کند دوست قدیمی کواید است، یک کیف حاوی لوازم و یک ویدئو به او می‌دهد. در ویدئو، کواید به‌عنوان هاوزر، یکی از هم‌پیمانان سابق کوهاگن که به دلیل عشق خیانت کرده است، معرفی می‌شود. او توضیح می‌دهد که کوهاگن حافظهٔ هاوزر را پاک کرده و او را به‌عنوان کواید در زمین مستقر کرده است. هاوزر از او می‌خواهد به مریخ برگردد و کوهاگن را متوقف کند.
در مریخ، کواید از دست ریشتر می‌گریزد و با ملینا، زن رویاهایش، ملاقات می‌کند. ملینا او را به‌عنوان هاوزر می‌شناسد و گمان می‌کند که او هنوز برای کوهاگن کار می‌کند. کواید در هتلی با لوری و دکتر اجمار، نماینده ریکال، مواجه می‌شود. آن‌ها ادعا می‌کنند که کواید همچنان در ریکال روی زمین و در یک خاطرهٔ مصنوعی گرفتار است. کواید متوجه می‌شود دکتر عرق کرده و به این نتیجه می‌رسد که او واقعی است؛ بنابراین او را می‌کشد. ملینا او را نجات می‌دهد و آن‌ها از دست ریشتر می‌گریزند و لوری را نیز می‌کشند. آن‌ها به منطقهٔ ونوسویل، محل زندگی جهش‌یافتگان به‌دلیل آلودگی هوای مریخ، می‌روند. جهش‌یافتگان آن‌ها را به مقر مخفی شورشیان می‌برند، جایی که کواید با کواتو، رهبر جهش‌یافتگان، ملاقات می‌کند. کواتو با قدرت ذهنی خود متوجه می‌شود که کوهاگن یک رآکتور بیگانه ۵۰۰ هزار ساله را در کوه‌ها پنهان کرده که می‌تواند هوای تنفسی تولید کند اما ممکن است منابع تربینیوم را نیز نابود کند. ارتش کوهاگن به مقر حمله کرده و کواتو را می‌کشد، اما کواتو از کواید می‌خواهد رآکتور را فعال کند.
کواید و ملینا دستگیر می‌شوند و کوهاگن فاش می‌کند که هاوزر دوست نزدیک او بوده که به‌عنوان یک نقشه برای نفوذ به شورشیان و نابودی آن‌ها به کواید تبدیل شده است. کوهاگن قصد دارد خاطرات هاوزر را به کواید بازگرداند، اما کواید و ملینا فرار می‌کنند. آن‌ها در معدن با ریشتر و افرادش روبه‌رو شده و آن‌ها را شکست می‌دهند. 
در اتاق کنترل رآکتور، کوهاگن می‌گوید فعال‌سازی رآکتور مریخ را نابود می‌کند. او یک بمب را فعال می‌کند، اما کواید آن را به یک تونل پرتاب می‌کند که منجر به ایجاد شکافی به سطح مریخ می‌شود. کوهاگن به بیرون کشیده شده و خفه می‌شود. کواید رآکتور را فعال می‌کند و گازهای یخچالی به سطح فوران می‌کنند و جو تنفسی ایجاد می‌کنند، جان کواید، ملینا و ساکنان مریخ را نجات می‌دهند.
در پایان، در حالی که همه به آسمان آبی جدید مریخ خیره شده‌اند، کواید به‌طور لحظه‌ای شک می‌کند که آیا همه این‌ها رؤیا بوده است یا نه، اما با بوسه‌ای با ملینا به واقعیت بازمی‌گردد.

## بازیگران
- آرنولد شوارتزنگر در نقش داگلاس کواید / کارل هاوزر: یک کارگر ساختمان از زمین با گذشته‌ای پنهان
- ریچل تیکوتین در نقش ملینا: یک مبارز آزادی‌خواه مریخی
- شارون استون در نقش لوری: همسر کواید، که مشخص می‌شود یک مأمور مخفی است
- رانی کاکس در نقش ویلوس کوهاگن
- مایکل ایرون‌ساید در نقش ریچر
- مارشال بل در نقش جرج
- مل جانسون، جونیور. در نقش بنی: راننده تاکسی در مریخ
- روی بروک‌اسمیت در نقش دکتر اجمار
- مایکل کمپل در نقش هلم
- رزماری دانسمور در نقش دکتر رناتا لول
- رابرت کوستانزو
- مارک آلیمو
- دین نوریس
- دبی لی کارینگتن
- ری بیکر در نقش باب مک‌کلین
- لیشا ناف[۳]

## جوایز
| جایزه                  | رده                                      | برنده/نامزد                                               | نتیجه    |
| ---------------------- | ---------------------------------------- | --------------------------------------------------------- | -------- |
| اسکار                  | بهترین صداگذاری                          | نلسون استول، مایکل جی. کوهات، کارلوس دلاریوس & آرون روچین | نامزدشده |
| اسکار                  | بهترین تدوین صدا                         | استفن هانتر فلیک                                          | نامزدشده |
| اسکار                  | بهترین جلوه‌های ویژه (جایزه دستاورد ویژه) | اریک برویگ، راب بوتین، تیم مک‌گورن & الکس فونس             | پیروز    |
| جایزه ساترن            | بهترین فیلم علمی تخیلی                   |                                                           | پیروز    |
| جایزه ساترن            | بهترین صحنه و لباس                       | اریکا ادل فیلیپس                                          | پیروز    |
| جایزه ساترن            | بهترین بازیگر                            | آرنولد شوارتزنگر                                          | نامزدشده |
| جایزه ساترن            | بهترین کارگردانی                         | پل ورهوفن                                                 | نامزدشده |
| جایزه ساترن            | بهترین چهره‌پردازی                        | راب بوتین، جف داون، کریگ برکلی & رابین ویس                | نامزدشده |
| جایزه ساترن            | بهترین موسیقی                            | جری گلدسمیت                                               | نامزدشده |
| جایزه ساترن            | بهترین جلوه‌های ویژه                      | توماس ال. فیشر، اریک برویگ & راب بوتین                    | نامزدشده |
| جایزه ساترن            | بهترین بازیگر نقش مکمل زن                | ریچل تیکوتین                                              | نامزدشده |
| جایزه ساترن            | بهترین فیلم‌نامه                          | رونالد شوست، دان اوبانون & گری گلدمن                      | نامزدشده |
| جایزه آکادمی فیلم ژاپن | بهترین فیلم برجسته خارجی زبان            |                                                           | نامزدشده |
| بفتا                   | بهترین جلوه‌های ویژه                      | Whole Special Visual Effects Production team              | نامزدشده |
| جایزه هوگو             | بهترین نمایش دراماتیک                    | تایلر موریس کوی                                           | نامزدشده |